# Rhinaspis fusca
Rhinaspis fusca är en skalbaggsart som beskrevs av Moser 1924. Rhinaspis fusca ingår i släktet Rhinaspis och familjen Melolonthidae. Inga underarter finns listade i Catalogue of Life.